# تایلر هوچلین
 تایلر هوکلین (به انگلیسی: Tyler Hoechlin ؛ زاده ۱۱ سپتامبر ۱۹۸۷ در کالیفرنیا) بازیگر و بازیکن بیسبال اهل ایالات متحده آمریکا است. هوکلین که در ابتدا برای بازی در نقش مایکل سالیوان جونیور در فیلم جاده ای به سوی تباهی به رسمیت شناخته شد، بین سال های ۲۰۰۳ و ۲۰۰۷ در نقش مارتین در آسمان هفتم بازی کرد. او با بازی در نقش درک هیل در مجموعه تلویزیونی تین ولف شناخته شد. وی همچنین در سریال سوپرگرل، کماندار و سوپرمن و لویس نقش سوپرمن را ایفا می‌کند.

## اوایل زندگی
هوکلین در ۱۱ سپتامبر ۱۹۸۷ در کورونا، کالیفرنیا زاده شد. پدر و مادرش، دان و لری هوکلین، از تبار آمریکایی، آلمانی و ایرلندی بودند. او دو برادر به نام‌های تانر و تراویس و یک خواهر بزرگتر به نام کری دارد. هوکلین در سال ۲۰۰۶ از دبیرستان سانتیاگو فارغ‌التحصیل شد.

## حرفه

### بیسبال
هوکلین از هفت سالگی بازی بیسبال را آغاز کرد، او در طول دبیرستان و دانشگاه نیز، به عنوان بازیکن دوم در مسابقات و لیگ‌های تابستانی در این رشته فعالیت می‌کرد. فعالیت هوکلین در بیسبال، باعث شد تا جلسات با کارگردان‌های برجسته از جمله فرانسیس فورد کوپولا و نقش ادوارد کالن در سری فیلم‌های گرگ‌ومیش را از دست دهد. سرانجام به توصیه مربی خود، تصمیم گرفت که بازیگری را به صورت تمام‌وقت دنبال کند.

### بازیگری
هوکلین در کودکی در تبلیغات تلویزیونی ظاهر شد و همین امر باعث شد تا او در تست بازیگری موفق باشد. اولین فعالیت او در سن یازده‌سالگی و با حضور در ویدئو آوازخوانان دیزنی رقم خورد. در سیزده‌سالگی، هوکلین از بین ۲۰۰۰ نفر از شرکت کنندگان برای تست بازیگری فیلم جاده‌ای به‌سوی تباهی (۲۰۰۲) برای ایفای نقش مایکل سالیوان جونیور در مقابل تام هنکس انتخاب شد. بازی او در این فیلم مورد تحسین منتقدان قرار گرفت و نامزدی‌های متعددی برای او به همراه داشت، هوکلین توانست برنده جوایز ساترن و هنرمند جوان بهترین بازیگر جوان شود. موفقیت او در این فیلم باعث شد تا به عنوان یکی از نقش‌های سریال آسمان هفتم (۲۰۰۷-۲۰۰۳) انتخاب شود. بازی او در این سریال نیز نقدهای مثبتی برای او به همراه داشت و دوبار نامزد جایزه هنرمند جوان شد که یک‌بار توانست این جایزه را از آن خود کند. او همزمان با بازی در این سریال، به عنوان بازیکن نیز در بیسبال فعالیت می‌کرد.

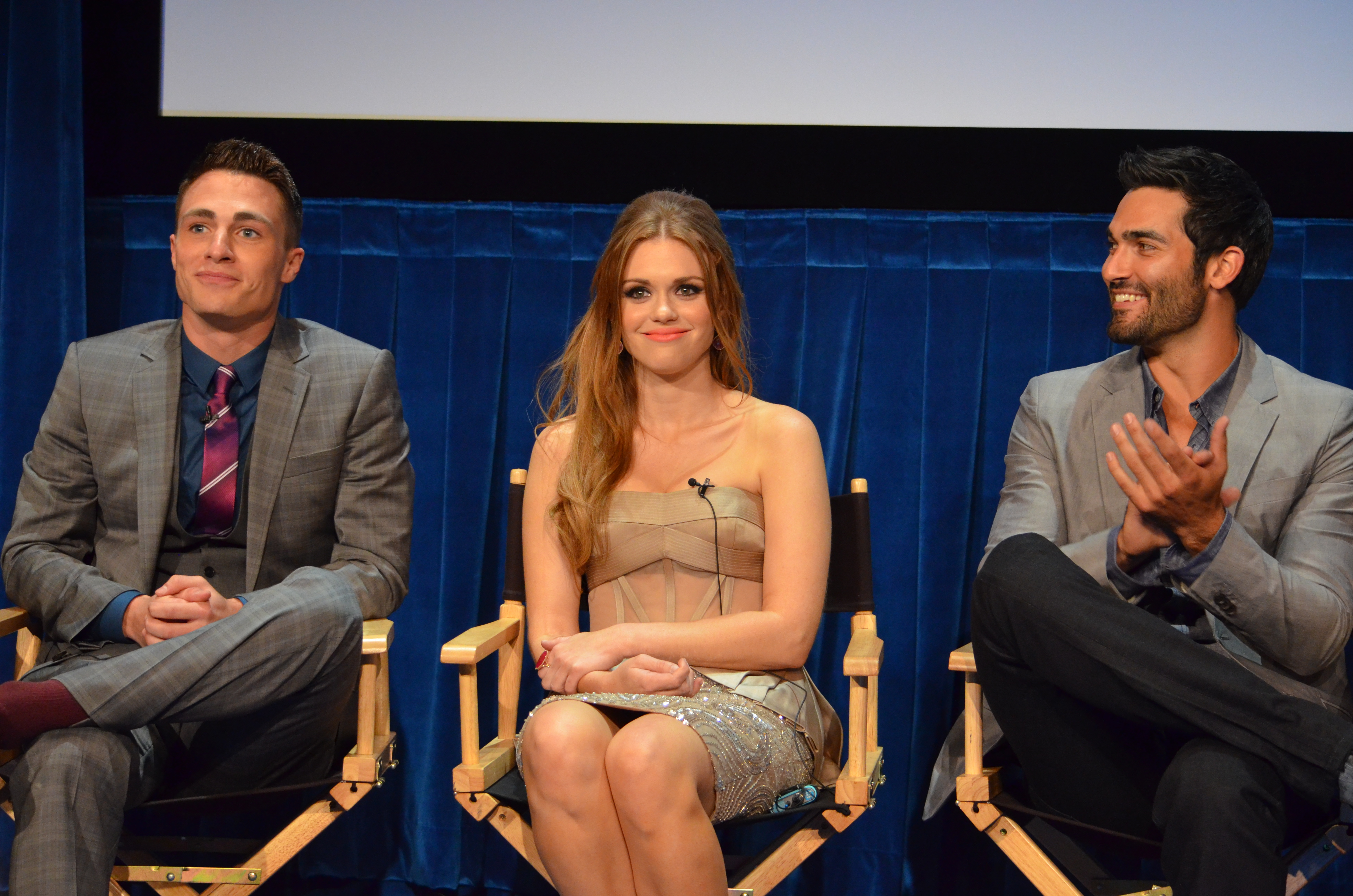
هوکلین (سمت راست) به همراه هالند رودن و کالتن هاینز در سال ۲۰۱۲

بعد از تصمیم هوکلین مبنی بر تعهد به بازیگری تمام‌وقت در سال ۲۰۱۱، در سریال تین ولف در نقش یک گرگینه مرموز، درک هیل، ظاهر شد. او در چهار فصل به عنوان یکی از نقش‌های اصلی حضور داشت و در فصل شش به عنوان بازیگر مهمان بازگشت. در سال ۲۰۱۱، بادی تی‌وی او را در لیست ۱۰۰ مرد جذاب تلویزیون قرار داد. هوکلین و بازیگران اصلی جوایز جوان هالیوود را در سال ۲۰۱۳ دریافت کردند.
پس از این سریال، هوکلین در سال ۲۰۱۶ در فیلم کمدی هرکی یه چیزی می‌خواد که درباره بیسبال بود، بازی کرد. او از تجربه خود در بازی بیسبال در نقش گلن مک‌رینولدز استفاده کرد. این فیلم با تحسین منتقدان همراه بود. در همان سال هوکلین در یک فیلم دیگر که درباره بیسبال بود، به نام بازیکن آزاد ظاهر شد.
در سال ۲۰۱۶، هوکلین در نقش سوپرمن در سریال سوپر گرل بازی کرد. او در چهار قسمت از فصل دوم سریال ظاهر و نامزد دریافت جایزه ساترن بهترین بازیگر شد. تصویر او از سوپرمن با استقبال خوب مخاطبان و منتقدان همراه بود و آن‌را مفرح و لذت بخش توصیف کردند. او در طی سال‌های بعد در سریال‌های فلش، کماندار، بت وومن و افسانه‌های فردا در همین نقش ظاهر شد.

## فیلم‌شناسی

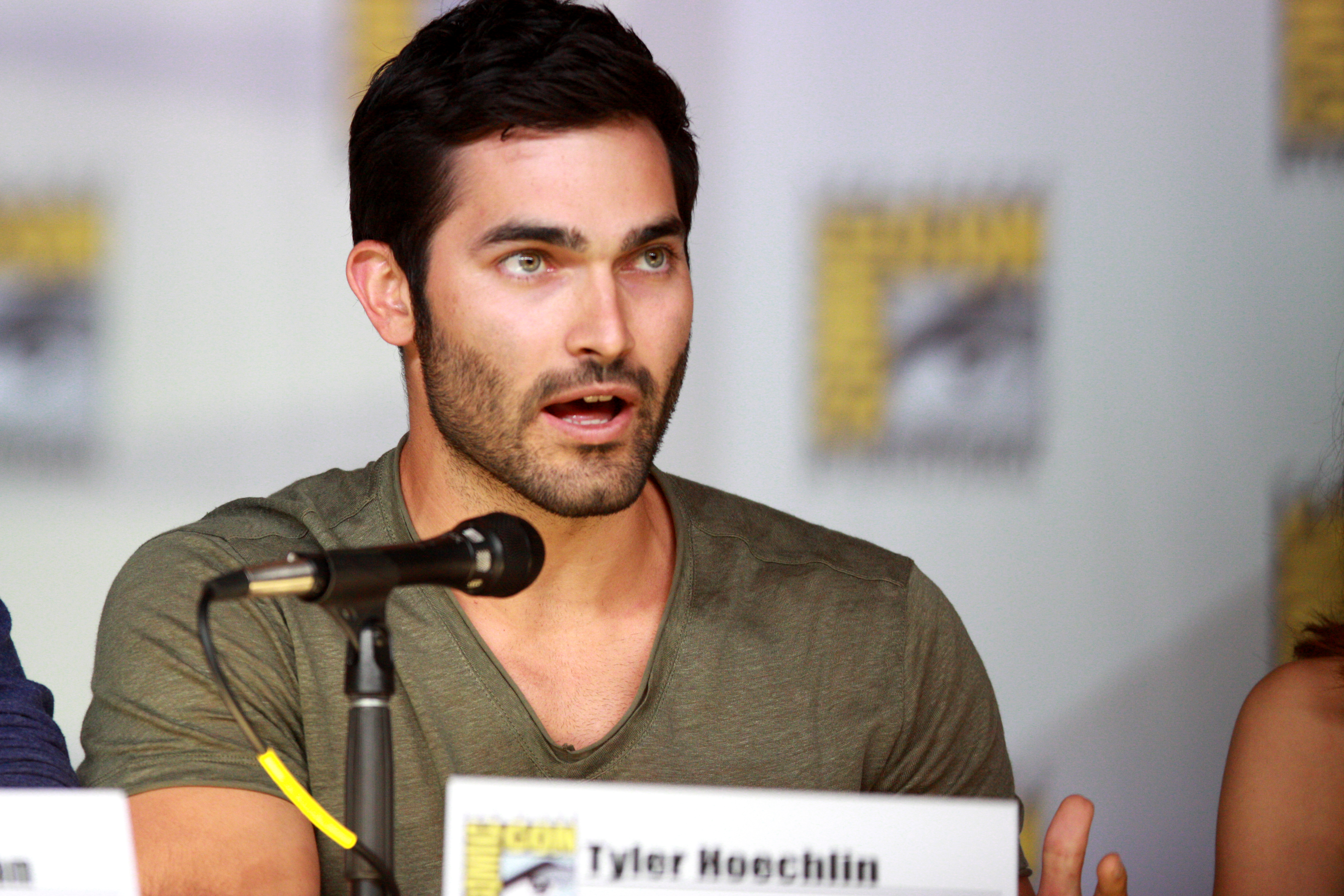
تایلر هوکلین در کامیک-کان سن دیگو سال ۲۰۱۳

### سینمایی
| سال  | نام                        | نقش                  | یادداشت |
| ---- | -------------------------- | -------------------- | ------- |
| ۲۰۰۲ | جاده‌ای به‌سوی تباهی         | مایکل سالیوان جونیور |         |
| ۲۰۱۶ | هرکی یه چیزی می‌خواد        | گلن مک رینولدز       |         |
| ۲۰۱۶ | بازیکن آزاد                | جاناتان دلامونیکا    |         |
| ۲۰۱۷ | استراتون                   | مارتی                |         |
| ۲۰۱۸ | دامداران                   | مارک وست             |         |
| ۲۰۱۸ | پنجاه طیف آزادی            | بویس فاکس            |         |
| ۲۰۱۸ | بومی‌ها                     |                      |         |
| ۲۰۱۸ | بزرگتر                     | جو وایدر             |         |
| 2019 | میتونی یک راز رو نگه داری؟ | جک هارپر             |         |
| ۲۰۲۰ | پالم اسپرینگز              | ابراهام              |         |

### تلویزیون
| سال        | نام            | نقش              | یادداشت |
| ---------- | -------------- | ---------------- | ------- |
| ۲۰۰۳-۲۰۰۷  | آسمان هفتم     | مارتین           |         |
| ۲۰۰۷       | سی‌اس‌آی: میامی  | شاون             |         |
| ۲۰۱۱-۲۰۱۷  | تین ولف        | درک هیل          |         |
| ۲۰۱۶-اکنون | سوپرگرل        | کلارک کنت/سوپرمن |         |
| ۲۰۱۸-۲۰۱۹  | فلش            | کلارک کنت/سوپرمن |         |
| ۲۰۱۸-۲۰۲۰  | کماندار        | کلارک کنت/سوپرمن |         |
| ۲۰۱۹       | زندگی دیگر     | ایان             |         |
| ۲۰۱۹       | بت وومن        | کلارک کنت/سوپرمن |         |
| ۲۰۲۰       | افسانه‌های فردا | کلارک کنت/سوپرمن |         |
| ۲۰۲۱       | سوپرمن و لوئیز | کلارک کنت/سوپرمن |         |

## جوایز
| سال  | فیلم               | جایزه | نتیجه    |
| ---- | ------------------ | --- | -------- |
| ۲۰۰۲ | جاده‌ای به‌سوی تباهی | جایزه ساترن برای بهترین بازیگر جوان                                                                      | پیروز    |
| ۲۰۰۲ | جاده‌ای به‌سوی تباهی | جایزه فیلم آنلاین برای بهترین بازیگر جوان                                                                | نامزدشده |
| ۲۰۰۲ | جاده‌ای به‌سوی تباهی | انجمن منتقدان تلویزیون برای بهترین بازیگر جوان                                                           | نامزدشده |
| ۲۰۰۳ | جاده‌ای به‌سوی تباهی | جایزه سینمایی انتخاب منتقدان برای بهترین بازیگر جوان                                                     | نامزدشده |
| ۲۰۰۳ | جاده‌ای به‌سوی تباهی | انجمن منتقدان فیلم لاس وگاس برای بهترین بازیگر جوان                                                      | نامزدشده |
| ۲۰۰۳ | جاده‌ای به‌سوی تباهی | انجمن منتقدان فیلم فونیکس برای بهترین بازیگر نقش پشتیبان                                                 | نامزدشده |
| ۲۰۰۳ | جاده‌ای به‌سوی تباهی | جایزه هنرمند جوان برای بهترین بازیگر جوان                                                                | پیروز    |
| ۲۰۰۴ | هفتمین بهشت        | جوایز برگزیده نوجوانان برای ستاره تلویزیون                                                               | نامزدشده |
| ۲۰۰۵ | هفتمین بهشت        | جوایز برگزیده نوجوانان برای بهترین بازیگر مرد درام                                                       | نامزدشده |
| ۲۰۰۵ | هفتمین بهشت        | جایزه هنرمند جوان برای بهترین بازیگر جوان تلویزیونی                                                      | نامزدشده |
| ۲۰۱۳ | تین ولف            | جوایز جوان هالیوود برای بهترین گروه بازیگری (مشترک با تایلر پوزی،کریستال رید،دیلن اوبرایان و هالند رودن) | پیروز    |
| ۲۰۱۴ | تین ولف            | جوایز برگزیده نوجوانان برای بهترین بازیگر مرد                                                            | پیروز    |
| ۲۰۱۷ | سوپرگرل            | جایزه ساترن بهترین بازیگر سریال های تلویزیونی                                                            | نامزدشده |

## نگارخانه

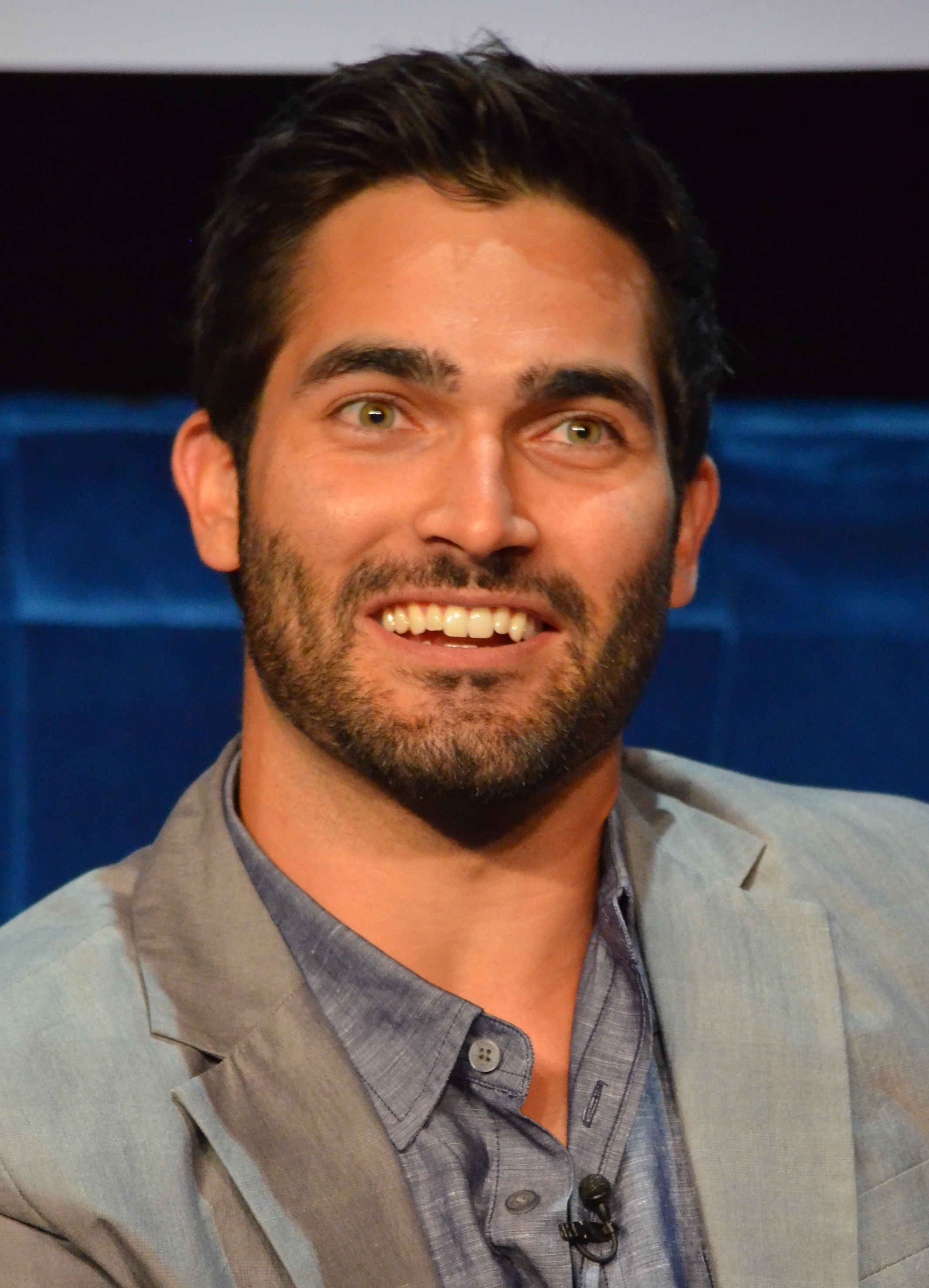
تایلر هوکلین در سال ۲۰۱۲
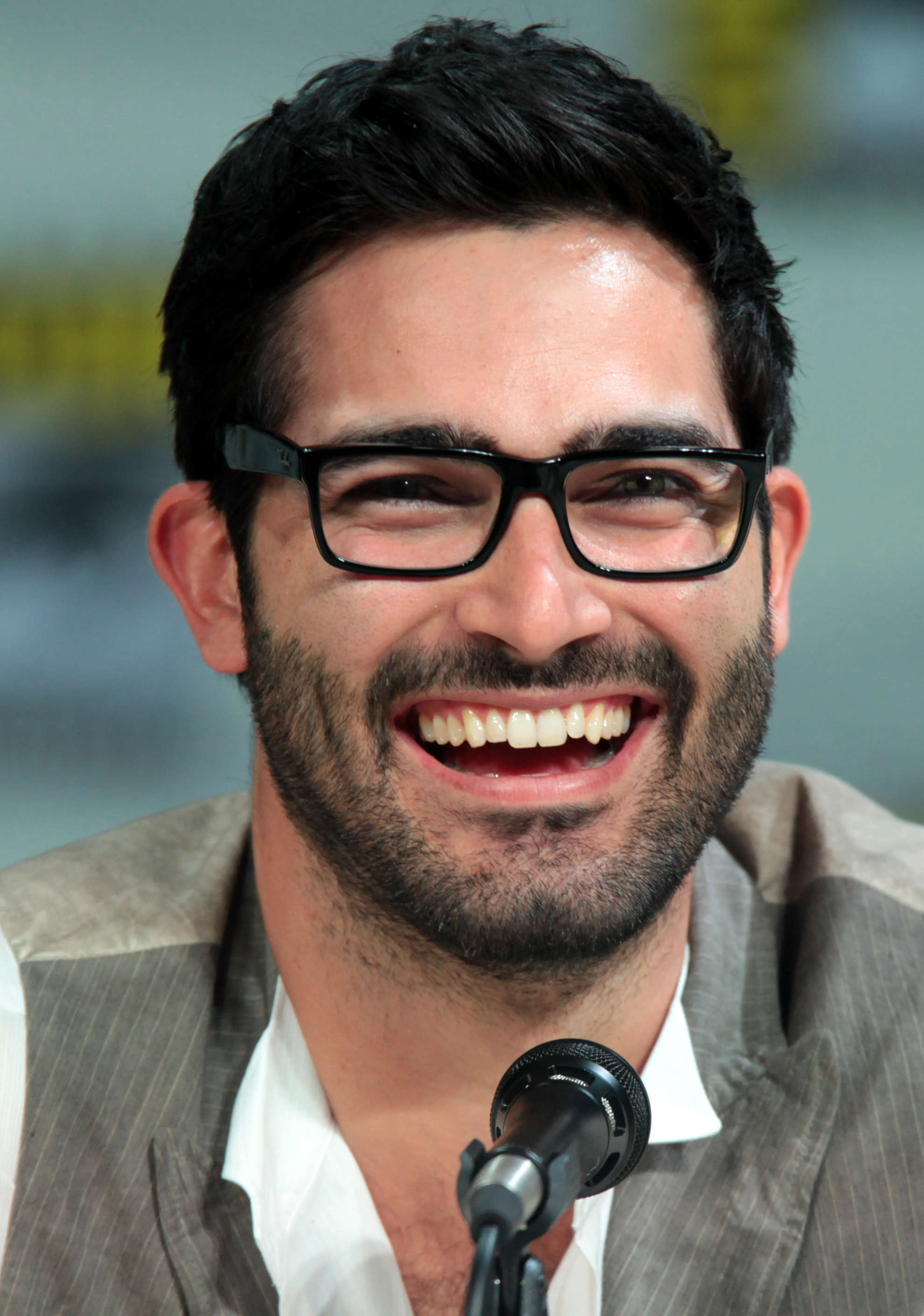
تایلر هوکلین در سال ۲۰۱۴